# Sidensnapper
Sidensnapper (Lutjanus vivanus) är en fisk i familjen Lutjanidae som finns från södra USA till Brasilien.

## Utseende
Kroppen är förhållandevis hög, med en tämligen spetsig nos. Ryggfenan är dubbel med 10 (i undantagsfall 11) taggstrålar, och 13 till 14 mjukstrålar. Även analfenan är uppdelad på samma sätt, med 3 taggstrålar och 8 (sällsynt 7) mjukstrålar. Ovansidan är rödaktig till skär, ljusnande till silveraktigt skär mot buken. Sidorna har dessutom ett flertal tunna, vågiga, gula längslinjer. Fenorna är vanligen ljusgula till rödaktiga, med undantag för stjärtfenans bakre kant som är mörkröd till mörkt gråbrunaktig. Ungfiskar har en svart fläck under ryggfenan vid den bakre delen.  Arten kan bli 83 cm lång och väga 8,32 kg, men är vanligtvis betydligt mindre.

## Vanor
Arten vistas nära rev på ett djup mellan 90 och 240 m, dock vanligen över 140 m. Arten migrerar vanligen till grundare vatten nattetid. Födan består av andra fiskar, bottendjur som räkor, krabbor, bläckfiskar och snäckor samt manteldjur (även pelagiska).

### Fortplantning
Sidensnappern blir könsmogen vid en längd mellan 24 och 40 cm. Den leker från vår till sommar i de yttre (nordligaste och sydligaste) delarna av sitt utbredningsområde, men hela året i de centrala, varmare delarna av det.

## Betydelse för människan
Fisken betraktas som en god matfisk, och är både föremål för sportfiske och ett kommersiellt fiske, framför allt med långrev.

## Utbredning
Utbredningsområdet sträcker sig från North Carolina i USA över Bahamas och Antillerna (där arten är som vanligast) till São Paulo i sydöstra Brasilien.